# Mancang (Sakti)
Mancang is een bestuurslaag in het regentschap Pidie van de provincie Atjeh, Indonesië. Mancang telt 96 inwoners (volkstelling 2010).